# フロリアン・ヘンケル・フォン・ドナースマルク
フローリアン・ヘンケル・フォン・ドナースマルク（Florian Henckel von Donnersmarck、1973年5月2日 - ）は、ドイツおよびオーストリアの映画監督・脚本家である。

## 略歴
ケルン出身。身長205cm。ルフトハンザドイツ航空に勤める父のもと、ニューヨーク、ベルリン、フランクフルト・アム・マイン、ブリュッセルで少年期を過ごす。成績優秀で、大学入学資格試験アビトゥーアでは平均点1.0を獲っているという（最高点が1.0）。ロシアのサンクトペテルブルクの国立IS研究所でロシア語を2年間学び、ロシア語教師として短期間働いた後、1993年から1996年まで、英国オックスフォード大学ニュー・カレッジで哲学、政治学および経済学を学ぶ。
その後リチャード・アッテンボローに師事し、更にミュンヘン映画映像大学に入学し、短編『Dobermann』などを監督。また、在学時代に、兄ゼバスティアン・ヘンケル＝ドナースマルクと共同で映画を製作している。 2000年よりシュタージを題材とした初の長編映画『善き人のためのソナタ』の製作にとりかかり、初の長編監督作でアカデミー外国語映画賞を受賞。33歳にしてオスカーを手にした。

## 家系
シュレジエン発祥の貴族の家系ヘンケル・フォン・ドナースマルク家の末裔である。本名はフローリアン・マリア・ゲオルク・クリスティアン・グラーフ・ヘンケル・フォン・ドナースマルク（Florian Maria Georg Christian Graf Henckel von Donnersmarck）。なお、「グラーフ（Graf）」は、姓名の一部ではなく、日本でいうところの「伯爵」にあたる爵位である。
ドイツとオーストリアの市民権を持つ。現在はロサンゼルス在住。

## フィルモグラフィ
| 年   | 日本語題 原題                              | クレジット             | 備考                  |
| ---- | ------------------------------------------ | ---------------------- | --------------------- |
| 1997 | Mitternacht                                | 監督・脚本・製作・編集 | 短編映画 兄と共同監督 |
| 1998 | Das Datum                                  | 監督・脚本・製作・編集 | 短編映画 兄と共同監督 |
| 1999 | Dobermann                                  | 監督・脚本・編集       | 短編映画              |
| 2002 | Der Templer                                | 共同監督               | 短編映画 兄と共同監督 |
| 2006 | 善き人のためのソナタ Das Leben der Anderen | 監督・脚本・共同製作   |                       |
| 2010 | ツーリスト The Tourist                     | 監督・脚本             |                       |
| 2018 | ある画家の数奇な運命 Werk ohne Autor       | 監督・脚本・製作       |                       |

## 受賞とノミネート
| 映画祭・賞                   | 年   | 部門             | 作品名               | 結果       |
| ---------------------------- | ---- | ---------------- | -------------------- | ---------- |
| ヴェネツィア国際映画祭       | 2018 | 金獅子賞         | ある画家の数奇な運命 | ノミネート |
| アカデミー賞                 | 2006 | 外国語映画賞     | 善き人のためのソナタ | 受賞       |
| アカデミー賞                 | 2018 | 外国語映画賞     | ある画家の数奇な運命 | ノミネート |
| 英国アカデミー賞             | 2007 | 監督賞           | 善き人のためのソナタ | ノミネート |
| 英国アカデミー賞             | 2007 | オリジナル脚本賞 | 善き人のためのソナタ | ノミネート |
| 英国アカデミー賞             | 2007 | 非英語作品賞     | 善き人のためのソナタ | 受賞       |
| ヨーロッパ映画賞             | 2006 | 監督賞           | 善き人のためのソナタ | ノミネート |
| ヨーロッパ映画賞             | 2006 | 脚本賞           | 善き人のためのソナタ | 受賞       |
| セザール賞                   | 2007 | 外国映画賞       | 善き人のためのソナタ | 受賞       |
| ドイツ映画賞                 | 2006 | 監督賞           | 善き人のためのソナタ | 受賞       |
| ドイツ映画賞                 | 2006 | 脚本賞           | 善き人のためのソナタ | 受賞       |
| ニューヨーク映画批評家協会賞 | 2007 | 外国語映画賞     | 善き人のためのソナタ | 受賞       |
| ロサンゼルス映画批評家協会賞 | 2006 | 外国語映画賞     | 善き人のためのソナタ | 受賞       |

## 参照
1. ↑  Interview: Florian Henckel von Donnersmarck of "The Lives of Others" - OregonLive.com: Mad About Movies
2. ↑  Interview: Florian Henckel von Donnersmarck of The Lives of Others

## 関連文献
- Biography and Interview in German Films Quarterly
- photographs of Donnersmarck on official site
- Interview in indieWIRE